# Stade op Flohr
Das Stade op Flohr ist ein Fußballstadion in Grevenmacher, Luxemburg. Es ist die Heimstätte des ortsansässigen Fußballvereins CS Grevenmacher sowie des Leichtathletikvereins CAEG. 
Das Stadion war mit zwei Gruppenspielen einer der Austragungsorte der U-17-Fußball-Europameisterschaft 2006 in Luxemburg. Gelegentlich finden auch Länderspiele der luxemburgischen Nationalmannschaft im Stadion statt.

## Spiele zur UEFA U-17 EM 2006
| 5. Mai 2006 U-17 EM 2006, Gruppe B |   |            |           |
| Deutschland                        | – | Tschechien | 0:0 (0:0) |
| 8. Mai 2006 U-17 EM 2006, Gruppe B |   |            |           |
| Tschechien                         | – | Belgien    | 3:1 (2:0) |